# Élections régionales de 2021 en Auvergne-Rhône-Alpes
Pour un article plus général, voir Élections régionales françaises de 2021.
Les élections régionales de 2021 en Auvergne-Rhône-Alpes ont lieu les 20 et 27 juin 2021 afin de renouveler les membres du conseil régional de la région française d'Auvergne-Rhône-Alpes.

## Contexte régional

### Conseil régional sortant
|                                         |       |       |      |                                                   |
| Président du Conseil régional           |       |       |      |                                                   |
| Laurent Wauquiez (LR)                   |       |       |      |                                                   |
| Parti                                   | Sigle | Sigle | Élus | Groupe                                            |
| Majorité (109 sièges)                   |       |       |      |                                                   |
| Les Républicains                        |       | LR    | 61   | Les Républicains, divers droite et société civile |
| Divers droite                           |       | DVD   | 22   | Les Républicains, divers droite et société civile |
| Mouvement démocrate                     |       | MoDem | 1    | Les Républicains, divers droite et société civile |
| VIA, la voie du peuple                  |       | VIA   | 1    | Les Républicains, divers droite et société civile |
| Union des démocrates et indépendants    |       | UDI   | 17   | Les Démocrates                                    |
| Les Centristes                          |       | LC    | 6    | Les Démocrates                                    |
| Mouvement radical                       |       | MR    | 1    | Les Démocrates                                    |
| Opposition de gauche (50 sièges)        |       |       |      |                                                   |
| Parti socialiste                        |       | PS    | 24   | Socialiste et démocrate                           |
| Divers gauche                           |       | DVG   | 5    | Socialiste et démocrate                           |
| Cap écologie                            |       | CE    | 1    | Socialiste et démocrate                           |
| Parti communiste français               |       | PCF   | 7    | Communiste, Gauche républicaine et socialiste     |
| Gauche républicaine et socialiste       |       | GRS   | 1    | Communiste, Gauche républicaine et socialiste     |
| Europe Écologie Les Verts               |       | EELV  | 4    | Rassemblement citoyens, écologistes et solidaires |
| La France insoumise                     |       | LFI   | 1    | Rassemblement citoyens, écologistes et solidaires |
| Divers gauche                           |       | DVG   | 2    | Rassemblement citoyens, écologistes et solidaires |
| Parti radical de gauche                 |       | PRG   | 5    | Parti radical de gauche - le Centre gauche        |
| Opposition d'extrême droite (34 sièges) |       |       |      |                                                   |
| Rassemblement national                  |       | RN    | 31   | Rassemblement national                            |
| Divers extrême droite                   |       | EXD   | 3    | Non-inscrits                                      |
| Minorité (11 sièges)                    |       |       |      |                                                   |
| La République en marche                 |       | LREM  | 4    | La Région en marche                               |
| Territoires de progrès                  |       | TdP   | 2    | La Région en marche                               |
| Mouvement démocrate                     |       | MoDem | 5    | Mouvement démocrate et indépendants               |

## Système électoral

L’hôtel de région à Lyon.

Le Conseil régional d'Auvergne-Rhône-Alpes est doté de 204 sièges pourvus pour six ans selon un système mixte à finalité majoritaire. Il est fait recours au scrutin proportionnel plurinominal mais celui ci est combiné à une prime majoritaire de 25 % des sièges attribuée à la liste arrivée en tête, si besoin en deux tours de scrutin. Les électeurs votent pour une liste fermée de candidats, sans panachage, ni vote préférentiel. Les listes doivent respecter la parité en comprenant alternativement un candidat homme et une candidate femme.
Au premier tour, la liste ayant obtenu la majorité absolue des suffrages exprimés remporte la prime majoritaire, et les sièges restants sont répartis à la proportionnelle selon la règle de la plus forte moyenne entre toutes les listes ayant franchi le seuil électoral de 5 % des suffrages exprimés, y compris la liste arrivée en tête.
Si aucune liste n'a recueilli la majorité absolue, un second tour est organisé entre toutes les listes ayant obtenu au moins 10 % des suffrages exprimés au premier tour. Les listes ayant obtenu au moins 5 % peuvent néanmoins fusionner avec les listes pouvant se maintenir. La répartition des sièges se fait selon les mêmes règles qu'au premier tour, la seule différence étant que la prime majoritaire est attribuée à la liste arrivée en tête, qu'elle ait obtenu ou non la majorité absolue.
Une fois les nombres de sièges attribués à chaque liste au niveau régional, ceux-ci sont répartis entre les sections départementales, au prorata des voix obtenues par la liste dans chaque département.

## Listes officielles

### Une région qui vous protège (PL-RN-LDP-LAF)
Le Rassemblement national a désigné Andréa Kotarac, membre du Parti localiste, comme son chef de file.

### La Région avec toutes ses forces (LR-UDI-LC-SL-VIA-LMR)
Laurent Wauquiez, président Les Républicains (LR) du conseil régional sortant, officialise sa candidature à un second mandat le 11 mai 2021.

### Union essentielle (DIV)
Shella Gill est la tête de liste en Auvergne Rhône-Alpes pour un mouvement citoyen fondé récemment,,.

### #AURALP (MR-LREM-MoDem-Agir-TdP)
Sans attendre de désignation officielle, la députée de l’Ain Olga Givernet commence sa campagne en vue de ces élections.
Début février, le député MR Bruno Bonnell est pressenti pour devenir chef de file. Le 5 février, il annonce avoir été choisi comme tête de liste par La République en marche.

### L'Alternative (PS-PRG-GRS-CE-PCF diss.)
Après avoir été pressentie, Najat Vallaud-Belkacem, ancienne ministre des Droits des femmes puis ministre de l'Éducation nationale, de l'Enseignement supérieur et de la Recherche lors de présidence de François Hollande, officialise sa candidature le 13 mars 2021 à la tête d'une alliance entre le Parti socialiste, le Parti radical de gauche, Cap écologie et la Gauche républicaine et socialiste. Le 15 avril, Gauche démocratique et sociale (GDS) - Manufacture de la Cité annoncent rejoindre l'union de Najat Vallaud-Belkacem. Le 16 avril, le PCF de l'Allier annonce rejoindre dès le premier tour la liste de Najat Vallaud-Belkacem. Le 26 avril, Liberté écologie fraternité annonce rejoindre cette liste.

### L’Écologie, c’est possible! (EELV-G•s-GE-MdP-PP-ND-MRS-AE)
Fabienne Grébert, conseillère municipale de la majorité d'Annecy, conseillère communautaire du Grand Annecy, vice-présidente du syndicat mixte du lac d'Annecy, conseillère régionale d'opposition, a été désignée tête de la liste « Écologie AuRA » par Europe Écologie Les Verts, dans laquelle figurent les formations liées au Pôle écologiste : Génération.s, Génération écologie et le Mouvement des progressistes, à l’exception de Cap écologie, ayant rejoint la liste menée par le PS. À ceux-ci s'ajoutent les mouvements Place publique, Nouvelle Donne, Mouvement Région Savoie, Allons enfants et Transition écologiste et citoyenne.

### Agir pour ne plus subir (UDMF)
Formation classée à gauche et qualifiée de communautariste, l’Union des démocrates musulmans français (UDMF) présente des listes avec Farid Omeir comme chef de file régional.

### Ensemble pour notre région (PCF-LFI-E!-GC)
Cécile Cukierman, sénatrice de la Loire, a été désignée cheffe de file par le Parti communiste français en vue des élections. Alors que début janvier 2021 la France insoumise désigne le binôme Magali Romaggi-Gabriel Amard pour mener leur liste, une alliance entre les deux partis est conclue en mars 2021, avec Cécile Cukierman comme cheffe de file, dans l'optique de « tenter d'élargir cette union de la gauche ». Le 12 mars 2021, le mouvement Ensemble ! annonce rejoindre l'alliance. Le 22 mars 2021, Génération climat, un mouvement issu des « marches pour le climat », rejoint la liste.

### Faire entendre le camp des travailleurs (LO)
Comme en 2015, c'est Chantal Gomez, dessinatrice technique retraitée, qui est désignée pour conduire la liste « Faire entendre le camp des travailleurs » de Lutte ouvrière.

## Liste non présente

### DLF
Gerbert Rambaud est pressenti pour être à nouveau tête de liste de son parti mais renonce finalement à se présenter, invoquant l’impossibilité de faire une campagne de terrain du fait de la pandémie de Covid-19.

## Candidats

### Têtes de liste et chefs de file départementaux au premier tour
| Listes | Listes                                  | Ain                           | Allier                          | Ardèche                   | Cantal                    | Drôme                    | Isère                         | Loire                    | Haute-Loire                | Puy-de-Dôme               | Rhône                     | Métropole de Lyon              | Savoie                     | Haute-Savoie            |
| ------ | --------------------------------------- | ----------------------------- | ------------------------------- | ------------------------- | ------------------------- | ------------------------ | ----------------------------- | ------------------------ | -------------------------- | ------------------------- | ------------------------- | ------------------------------ | -------------------------- | ----------------------- |
|        | Union essentielle                       | Alain Desforges (DIV)         | Bernard Olivier Louganine (DIV) | Martin Villette (DIV)     | Benjamin Boucher (DIV)    | Gisele Ternissien (DIV)  | Olivier Joyeux-Bouillon (DIV) | Sandra Haury (DIV)       | Amélie Pouchol (DIV)       | Stéphanie Chassaing (DIV) | Shella Gill (DIV)         | Guillaume Tramini (DIV)        | Fabien Clier (DIV)         | Stéphane Espic (DIV)    |
|        | L'Écologie, c'est possible !            | Maxime Meyer (ÉCO)            | Anne Babian-Lhermet (EELV)      | Florence Cerbaï (EELV)    | Natacha Muracciole (EELV) | Olivier Royer (EELV)     | Myriam Laïdouni-Denis (EELV)  | Olivier Longeon (EELV)   | Renaud Daumas (ÉCO)        | Grégoire Verrière (G·s)   | Cécile Michel (EELV)      | Pascale Bonniel Chalier (EELV) | Claudie Ternoy-Léger (ÉCO) | Fabienne Grébert (ÉCO)  |
|        | Faire entendre le camp des travailleurs | Vincent Goutagny (LO)         | Jean-Marc Collot (LO)           | Christophe Marchisio (LO) | Claude Dufour (LO)        | Adèle Kopff (LO)         | Chantal Gomez (LO)            | Romain Brossard (LO)     | Franck Truchon (LO)        | Marie Savre (LO)          | Chantal Helly (LO)        | Olivier Minoux (LO)            | Marie Ducruet (LO)         | Naci Yildirim (LO)      |
|        | #AURALP                                 | Olga Givernet (LREM)          | Bénédicte Peyrol (LREM)         | Ambroise Méjean (LREM)    | Bernard Tourde (DVC)      | Célia de Lavergne (LREM) | Laurent Thoviste (LREM)       | Quentin Bataillon (Agir) | Cécile Gallien (LREM)      | Dominique Giron (MR)      | Dominique Despras (MoDem) | Bruno Bonnell (MR)             | Marina Ferrari (MoDem)     | Xavier Roseren (LREM)   |
|        | L'Alternative                           | Florence Blatrix-Contat (PS)  | Yannick Monnet (PCF diss.)      | Laurent Ughetto (PS)      | Franck Rey (PS)           | Samuel Arnaud (PS)       | Marie-Noëlle Battistel (PS)   | Marie-Hélène Riamon (PS) | Laure Villard (PS)         | Anna Aubois (PS)          | Bernard Chaverot (PRG)    | Najat Vallaud-Belkacem (PS)    | François Chemin (PS)       | Jean-Baptiste Baud (PS) |
|        | La Région avec toutes ses forces        | Stéphanie Pernod-Beaudon (LR) | Frédéric Aguilera (LR)          | Isabelle Massebeuf (UDI)  | Bruno Faure (LR)          | Nicolas Daragon (LR)     | Yannick Neuder (LR)           | Jean-Pierre Taite (LR)   | Caroline Di Vincenzo (DVD) | Léa Desprat (DVD)         | Renaud Pfeffer (LR)       | Jérémie Bréaud (LR)            | Émilie Bonnivard (LR)      | Sylviane Noël (LR)      |
|        | Agir pour ne plus subir                 | Monia Bouguerra (UDMF)        | Delphine Peters (UDMF)          | Fawzy Remali (DVG)        | Abed Maftah (DVG)         | Melek Ozer (DVG)         | Mounir Zouagha (UDMF)         | Nabil Bounoua (UDMF)     | Alexis Geffrault (UDMF)    | Amale Ghoudane (DVG)      | Maëva Hammache (UDMF)     | Farid Omeir (UDMF)             | Soumia Fekroun (DVG)       | Ignace Marce (DVG)      |
|        | Ensemble pour notre région              | Florence Pisani (LFI)         | Marcelle Desjours (PCF)         | Vincent Dugua (PCF)       | Carole Touzy (PCF)        | Olivier Crenn (LFI)      | Émilie Marche (LFI)           | Cécile Cukierman (PCF)   | Guy Richard (LFI)          | Boris Bouchet (PCF)       | Jérémy Martinez (E!)      | Farouk Ababsa (LFI)            | Sébastien Pointet (PCF)    | Magali Romaggi (LFI)    |
|        | Une région qui vous protège             | Jérôme Buisson (RN)           | Benoît Auguste (RN)             | Céline Porquet (RN)       | Gilles Lacroix (RN)       | Stéphane Blanchon (EXD)  | Alexis Jolly (RN)             | Michel Lucas (RN)        | Thierry Perez (RN)         | Brice Bernard (RN)        | Christophe Boudot (RN)    | Andréa Kotarac (PL)            | Marie Dauchy (RN)          | Vincent Lecaillon (RN)  |

### Têtes de liste et chefs de file départementaux au second tour
| Listes | Listes                                | Ain                           | Allier                 | Ardèche                     | Cantal              | Drôme                   | Isère                     | Loire                  | Haute-Loire                | Puy-de-Dôme              | Rhône                  | Métropole de Lyon              | Savoie                   | Haute-Savoie           |
| ------ | ------------------------------------- | ----------------------------- | ---------------------- | --------------------------- | ------------------- | ----------------------- | ------------------------- | ---------------------- | -------------------------- | ------------------------ | ---------------------- | ------------------------------ | ------------------------ | ---------------------- |
|        | Ensemble, l'écologie c'est possible ! | Maxime Meyer (ÉCO)            | Yannick Monnet (PCF)   | Souliha Boudali-Khedim (PS) | Franck Rey (PS)     | Olivier Royer (EELV)    | Pierre-Henri Janot (EELV) | Olivier Longeon (EELV) | Renaud Daumas (ÉCO)        | Roger Jean Meallet (PRG) | Cécile Michel (EELV)   | Pascale Bonniel Chalier (EELV) | Jean-Pierre Béguin (G·s) | Fabienne Grébert (ÉCO) |
|        | La Région avec toutes ses forces      | Stéphanie Pernod-Beaudon (LR) | Frédéric Aguilera (LR) | Isabelle Massebeuf (UDI)    | Bruno Faure (LR)    | Nicolas Daragon (LR)    | Yannick Neuder (LR)       | Jean-Pierre Taite (LR) | Caroline Di Vincenzo (DVD) | Léa Desprat (DVD)        | Renaud Pfeffer (LR)    | Jérémie Breaud (LR)            | Émilie Bonnivard (LR)    | Sylviane Noël (LR)     |
|        | Une région qui vous protège           | Jérôme Buisson (RN)           | Benoît Auguste (RN)    | Céline Porquet (RN)         | Gilles Lacroix (RN) | Stéphane Blanchon (EXD) | Alexis Jolly (RN)         | Michel Lucas (RN)      | Thierry Perez (RN)         | Brice Bernard (RN)       | Christophe Boudot (RN) | Andréa Kotarac (PL)            | Marie Dauchy (RN)        | Vincent Lecaillon (RN) |

## Sondages

### Premier tour
| Sondeur    | Date                    | Panel | DIV  | LO    | PCF-LFI   | EELV    | PS       | UDMF  | MR-LREM | LR-UDI   | PL-RN   |
| Sondeur    | Date                    | Panel | Gill | Gomez | Cukierman | Grébert | Belkacem | Omeir | Bonnell | Wauquiez | Kotarac |
| ---------- | ----------------------- | ----- | ---- | ----- | --------- | ------- | -------- | ----- | ------- | -------- | ------- |
| Sondeur    | Date                    | Panel |      |       |           |         |          |       |         |          |         |
| OpinionWay | 11 au 13 juin 2021      | 1 000 | <1   | 1     | 6         | 11      | 10       | <1    | 15      | 35       | 22      |
| OpinionWay | 4 au 7 juin 2021        | 1 019 | <1   | 1     | 7         | 13      | 10       | <1    | 14      | 33       | 22      |
| Ipsos      | 3 au 7 juin 2021        | 1 001 | 0,5  | 2     | 5         | 11      | 12       | 0,5   | 14      | 33       | 22      |
| Ifop       | 31 mai au 4 juin 2021   | 992   | 0    | 1,5   | 6         | 11      | 11       | 0,5   | 13      | 35       | 22      |
| OpinionWay | 28 mai au 1er juin 2021 | 1 068 | <1   | 2     | 6         | 12      | 9        | 1     | 14      | 34       | 22      |

### Second tour

#### Listes déposées
| Sondeur    | Date               | Panel | Aucun | EELV-PS- PCF-LFI | LR-UDI   | PL-RN   |
| Sondeur    | Date               | Panel |       | Grébert          | Wauquiez | Kotarac |
| ---------- | ------------------ | ----- | ----- | ---------------- | -------- | ------- |
| Sondeur    | Date               | Panel |       |                  |          |         |
| OpinionWay | 22 au 23 juin 2021 | 1 019 | 27    | 29               | 58       | 13      |

#### Autres hypothèses
| Sondeur                             | Date                        | Panel | LFI                      | PCF                      | EELV                     | EELV                     | PS                       | PS                       | LREM-MR | LREM-MR  | LREM-MR | LR-UDI   | PL-RN  | PL-RN   |
| Sondeur                             | Date                        | Panel | Aubin                    | Cukierman                | Kohlass                  | Grébert                  | Debat                    | Belkacem                 | Véran   | Lavergne | Bonnell | Wauquiez | Boudot | Kotarac |
| ----------------------------------- | --------------------------- | ----- | ------------------------ | ------------------------ | ------------------------ | ------------------------ | ------------------------ | ------------------------ | ------- | -------- | ------- | -------- | ------ | ------- |
| Sondeur                             | Date                        | Panel |                          |                          |                          |                          |                          |                          |         |          |         |          |        |         |
| OpinionWay                          | 11 au 13 juin 2021          | 1 000 | 22 (Grébert)             | 22 (Grébert)             | 22 (Grébert)             | 22 (Grébert)             | 22 (Grébert)             | 22 (Grébert)             | —       | —        | 16      | 40       | —      | 22      |
| OpinionWay                          | 11 au 13 juin 2021          | 1 000 | 23 (Belkacem)            | 23 (Belkacem)            | 23 (Belkacem)            | 23 (Belkacem)            | 23 (Belkacem)            | 23 (Belkacem)            | —       | —        | 16      | 39       | —      | 22      |
| OpinionWay                          | 4 au 7 juin 2021            | 1 019 | 24 (Grébert)             | 24 (Grébert)             | 24 (Grébert)             | 24 (Grébert)             | 24 (Grébert)             | 24 (Grébert)             | —       | —        | 15      | 38       | —      | 23      |
| Ipsos                               | 3 au 7 juin 2021            | 1 001 | 22 (Grébert)             | 22 (Grébert)             | 22 (Grébert)             | 22 (Grébert)             | 22 (Grébert)             | 22 (Grébert)             | —       | —        | 18      | 37       | —      | 23      |
| Ipsos                               | 3 au 7 juin 2021            | 1 001 | 24 (Belkacem)            | 24 (Belkacem)            | 24 (Belkacem)            | 24 (Belkacem)            | 24 (Belkacem)            | 24 (Belkacem)            | —       | —        | 16      | 37       | —      | 23      |
| Ifop                                | 31 mai au 4 juin 2021       | 992   | 30 (Grébert ou Belkacem) | 30 (Grébert ou Belkacem) | 30 (Grébert ou Belkacem) | 30 (Grébert ou Belkacem) | 30 (Grébert ou Belkacem) | 30 (Grébert ou Belkacem) | —       | —        | —       | 47       | —      | 23      |
| Ifop                                | 31 mai au 4 juin 2021       | 992   | 26 (Grébert ou Belkacem) | 26 (Grébert ou Belkacem) | 26 (Grébert ou Belkacem) | 26 (Grébert ou Belkacem) | 26 (Grébert ou Belkacem) | 26 (Grébert ou Belkacem) | —       | —        | 15      | 37       | —      | 22      |
| OpinionWay                          | 28 mai au 1er juin 2021     | 1 068 | 23 (Grébert)             | 23 (Grébert)             | 23 (Grébert)             | 23 (Grébert)             | 23 (Grébert)             | 23 (Grébert)             | —       | —        | 15      | 38       | —      | 24      |
| Ifop                                | 17 au 21 mai 2021           | 993   | 31 (Grébert)             | 31 (Grébert)             | 31 (Grébert)             | 31 (Grébert)             | 31 (Grébert)             | 31 (Grébert)             | —       | —        | —       | 38       | —      | 22      |
| Ifop                                | 17 au 21 mai 2021           | 993   | 26 (Grébert)             | 26 (Grébert)             | 26 (Grébert)             | 26 (Grébert)             | 26 (Grébert)             | 26 (Grébert)             | —       | —        | 15      | 47       | —      | 21      |
| Ifop                                | 17 au 21 mai 2021           | 993   | —                        | —                        | —                        | —                        | —                        | —                        | —       | —        | —       | 71       | —      | 29      |
| Ipsos                               | 27 au 29 avril 2021         | 1 000 | 26 (Belkacem)            | 26 (Belkacem)            | 26 (Belkacem)            | 26 (Belkacem)            | 26 (Belkacem)            | 26 (Belkacem)            | —       | —        | 20      | 34       | —      | 20      |
| Ipsos                               | 27 au 29 avril 2021         | 1 000 | 27 (Grébert)             | 27 (Grébert)             | 27 (Grébert)             | 27 (Grébert)             | 27 (Grébert)             | 27 (Grébert)             | —       | —        | 19      | 34       | —      | 20      |
| OpinionWay (pour La Droite sociale) | 17 au 22 mars 2021          | 1 095 | 27 (Belkacem)            | 27 (Belkacem)            | 27 (Belkacem)            | 27 (Belkacem)            | 27 (Belkacem)            | 27 (Belkacem)            | —       | —        | 16      | 35       | —      | 22      |
| Ifop                                | 16 au 23 novembre 2020      | 897   | —                        | 32 (Grébert)             | 32 (Grébert)             | 32 (Grébert)             | 32 (Grébert)             | 32 (Grébert)             | —       | —        | —       | 43       | —      | 25      |
| Ifop                                | 16 au 23 novembre 2020      | 897   | —                        | 26 (Grébert)             | 26 (Grébert)             | 26 (Grébert)             | 26 (Grébert)             | 26 (Grébert)             | —       | 15       | —       | 36       | —      | 23      |
| OpinionWay                          | 26 juin au 1er juillet 2020 | 1 036 | 28 (Kohlass)             | 28 (Kohlass)             | 28 (Kohlass)             | 28 (Kohlass)             | 28 (Kohlass)             | —                        | 21      | —        | —       | 33       | 18     | —       |
| OpinionWay                          | 26 juin au 1er juillet 2020 | 1 036 | 28 (Kohlass)             | 28 (Kohlass)             | 28 (Kohlass)             | 28 (Kohlass)             | 28 (Kohlass)             | —                        | 20      | —        | —       | 34       | 18     | —       |
| OpinionWay                          | 26 juin au 1er juillet 2020 | 1 036 | 28 (Kohlass)             | 28 (Kohlass)             | 28 (Kohlass)             | 28 (Kohlass)             | 28 (Kohlass)             | —                        | 20      | —        | —       | 34       | 18     | —       |
| OpinionWay                          | 9 au 15 avril 2019          | 1 009 | 10 (Kotarac)             | 10 (Kotarac)             | 18 (Debat)               | 18 (Debat)               | 18 (Debat)               | —                        | 19      | —        | —       | 35       | 18     | —       |
| OpinionWay                          | 9 au 15 avril 2019          | 1 009 | 12 (Kohlass)             | 12 (Kohlass)             | 12 (Kohlass)             | —                        | 12 (Debat)               | —                        | 20      | —        | —       | 39       | 17     | —       |
| OpinionWay                          | 9 au 15 avril 2019          | 1 009 | 23 (Debat)               | 23 (Debat)               | 23 (Debat)               | 23 (Debat)               | 23 (Debat)               | —                        | 22      | —        | —       | 38       | 17     | —       |

## Résultats

### Résultats globaux
|                          |                          |                                      |              |              |             |               |        |               |  |  |  |  |  |  |
| Tête de liste            | Tête de liste            | Liste                                | Premier tour | Premier tour | Second tour | Second tour   | Sièges | +/-           |  |  |  |  |  |  |
| Tête de liste            | Tête de liste            | Liste                                | Voix         | %            | Voix        | %             | Sièges | +/-           |  |  |  |  |  |  |
|                          | Laurent Wauquiez         | LR-UDI-LC-SL-VIA-LMR                 | 751 375      | 43,85        | 960 785     | 55,20         | 136    | 23            |  |  |  |  |  |  |
|                          | Fabienne Grébert         | EELV-G•s-GE-MdP-PP-ND-MRS-AE-TÉ&C    | 248 017      | 14,47        | 585 039     | 33,61         | 51     | 6             |  |  |  |  |  |  |
|                          | Najat Vallaud-Belkacem   | PS-PRG-GRS-CE-GDS-PO-PCF diss.-ÉP-MC | 195 727      | 11,42        | 585 039     | 33,61         | 51     | 6             |  |  |  |  |  |  |
|                          | Cécile Cukierman         | PCF-LFI-E!-GC                        | 95 434       | 5,57         | 585 039     | 33,61         | 51     | 6             |  |  |  |  |  |  |
|                          | Andréa Kotarac           | PL-RN-LDP-LAF                        | 211 178      | 12,32        | 194 789     | 11,19         | 17     | 17            |  |  |  |  |  |  |
|                          | Bruno Bonnell            | MR-LREM-MoDem-Agir-TdP-EC            | 168 292      | 9,82         |             |               | 0      | Nv.           |  |  |  |  |  |  |
|                          | Chantal Gomez            | LO                                   | 26 742       | 1,56         | 0           | en stagnation |        |               |  |  |  |  |  |  |
|                          | Shella Gil               | DIV                                  | 11 198       | 0,65         | 0           | Nv.           |        |               |  |  |  |  |  |  |
|                          | Farid Omeir              | UDMF                                 | 5 684        | 0,33         | 0           | Nv.           |        |               |  |  |  |  |  |  |
|                          |                          |                                      |              |              |             |               |        |               |  |  |  |  |  |  |
| Suffrages exprimés       | Suffrages exprimés       | Suffrages exprimés                   | 1 713 647    | 97,30        | 1 741 997   | 96,57         |        |               |  |  |  |  |  |  |
| Votes blancs             | Votes blancs             | Votes blancs                         | 30 859       | 1,75         | 41 107      | 2,28          |        |               |  |  |  |  |  |  |
| Votes nuls               | Votes nuls               | Votes nuls                           | 16 712       | 0,95         | 20 740      | 1,15          |        |               |  |  |  |  |  |  |
| Total                    | Total                    | Total                                | 1 761 218    | 100          | 1 803 844   | 100           | 204    | en stagnation |  |  |  |  |  |  |
| Abstentions              | Abstentions              | Abstentions                          | 3 642 126    | 67,41        | 3 601 201   | 66,63         |        |               |  |  |  |  |  |  |
| Inscrits / Participation | Inscrits / Participation | Inscrits / Participation             | 5 403 344    | 32,59        | 5 405 045   | 33,37         |        |               |  |  |  |  |  |  |

### Résultats départementaux

#### Ain
| Tête de liste            | Tête de liste            | Liste                        | Premier tour | Premier tour | Second tour | Second tour   | Sièges | +/- |
| Tête de liste            | Tête de liste            | Liste                        | Voix         | %            | Voix        | %             | Sièges | +/- |
| ------------------------ | ------------------------ | ---------------------------- | ------------ | ------------ | ----------- | ------------- | ------ | --- |
|                          | Stéphanie Pernod-Beaudon | LR-UDI-LC-SL-VIA-LMR         | 56 166       | 43,36        | 72 182      | 55,46         | 10     | 2   |
|                          | Jérôme Buisson           | RN-PL-LDP                    | 21 159       | 16,34        | 18 948      | 14,56         | 2      | 1   |
|                          | Maxime Meyer             | EELV-G•s-GE-MdP-PP-ND-MRS-AE | 16 683       | 12,88        | 39 023      | 29,98         | 3      | 1   |
|                          | Florence Blatrix-Contat  | PS-PRG-GRS-CE-PCF            | 14 455       | 11,16        | 39 023      | 29,98         | 3      | 1   |
|                          | Florence Pisani          | LFI-PCF-E!-GC                | 5 375        | 4,15         | 39 023      | 29,98         | 3      | 1   |
|                          | Olga Givernet            | LREM-MR-MoDem-Agir-TdP-EC    | 12 821       | 9,90         |             |               | 0      | Nv. |
|                          | Vincent Goutagny         | LO                           | 1 936        | 1,49         | 0           | en stagnation |        |     |
|                          | Alain Desforges          | DIV                          | 628          | 0,48         | 0           | Nv.           |        |     |
|                          | Monia Bouguerra          | UDMF                         | 298          | 0,23         | 0           | Nv.           |        |     |
|                          |                          |                              |              |              |             |               |        |     |
| Suffrages exprimés       | Suffrages exprimés       | Suffrages exprimés           | 129 520      | 97,21        | 130 153     | 96,83         |        |     |
| Votes blancs             | Votes blancs             | Votes blancs                 | 2 408        | 1,81         | 3 021       | 2,25          |        |     |
| Votes nuls               | Votes nuls               | Votes nuls                   | 1 302        | 0,98         | 1 233       | 0,92          |        |     |
| Total                    | Total                    | Total                        | 133 229      | 100          | 134 407     | 100           | 15     | 1   |
| Abstentions              | Abstentions              | Abstentions                  | 291 272      | 68,62        | 290 199     | 68,35         |        |     |
| Inscrits / Participation | Inscrits / Participation | Inscrits / Participation     | 424 501      | 31,38        | 424 606     | 31,65         |        |     |

#### Allier
| Tête de liste            | Tête de liste             | Liste                        | Premier tour | Premier tour | Second tour | Second tour   | Sièges | +/-           |
| Tête de liste            | Tête de liste             | Liste                        | Voix         | %            | Voix        | %             | Sièges | +/-           |
| ------------------------ | ------------------------- | ---------------------------- | ------------ | ------------ | ----------- | ------------- | ------ | ------------- |
|                          | Frédéric Aguilera         | LR-UDI-LC-SL-VIA-LMR         | 46 625       | 54,18        | 56 629      | 63,78         | 8      | 3             |
|                          | Yannick Monnet            | PCF-PS-PRG-GRS-CE            | 9 864        | 11,46        | 22 594      | 25,45         | 2      | en stagnation |
|                          | Anne Babian-Lhermet       | EELV-G•s-GE-MdP-PP-ND-MRS-AE | 6 973        | 8,10         | 22 594      | 25,45         | 2      | en stagnation |
|                          | Marcelle Desjours         | PCF-LFI-E!-GC                | 5 843        | 6,79         | 22 594      | 25,45         | 2      | en stagnation |
|                          | Benoît Auguste            | RN-PL-LDP                    | 8 830        | 10,26        | 9 564       | 10,77         | 1      | en stagnation |
|                          | Bénédicte Peyrol          | LREM-MR-MoDem-Agir-TdP-EC    | 5 574        | 6,48         |             |               | 0      | Nv.           |
|                          | Jean-Marc Collot          | LO                           | 1 860        | 2,16         | 0           | en stagnation |        |               |
|                          | Bernard Olivier Louganine | DIV                          | 483          | 0,56         | 0           | Nv.           |        |               |
|                          | Delphine Peters           | UDMF                         | 7            | 0,01         | 0           | Nv.           |        |               |
|                          |                           |                              |              |              |             |               |        |               |
| Suffrages exprimés       | Suffrages exprimés        | Suffrages exprimés           | 86 059       | 95,78        | 88 787      | 94,96         |        |               |
| Votes blancs             | Votes blancs              | Votes blancs                 | 2 124        | 2,36         | 2 483       | 2,66          |        |               |
| Votes nuls               | Votes nuls                | Votes nuls                   | 1 667        | 1,86         | 2 229       | 2,38          |        |               |
| Total                    | Total                     | Total                        | 89 850       | 100          | 93 499      | 100           | 11     | 3             |
| Abstentions              | Abstentions               | Abstentions                  | 156 775      | 63,57        | 153 140     | 62,09         |        |               |
| Inscrits / Participation | Inscrits / Participation  | Inscrits / Participation     | 246 625      | 36,43        | 246 639     | 37,91         |        |               |

#### Ardèche
| Tête de liste            | Tête de liste            | Liste                          | Premier tour | Premier tour | Second tour | Second tour   | Sièges | +/-           |
| Tête de liste            | Tête de liste            | Liste                          | Voix         | %            | Voix        | %             | Sièges | +/-           |
| ------------------------ | ------------------------ | ------------------------------ | ------------ | ------------ | ----------- | ------------- | ------ | ------------- |
|                          | Isabelle Massebeuf       | UDI-LR-LC-SL-VIA-LMR           | 39 347       | 43,69        | 52 777      | 54,36         | 7      | 2             |
|                          | Laurent Ughetto          | PS-PRG-GRS-CE-PCF              | 12 685       | 14,09        | 33 081      | 34,08         | 3      | en stagnation |
|                          | Florence Cerbaï          | EELV-G•s-GE-MdP-PP-ND-MRS-AE   | 11 229       | 12,47        | 33 081      | 34,08         | 3      | en stagnation |
|                          | Vincent Dugua            | PCF-LFI-E!-GC                  | 6 706        | 7,45         | 33 081      | 34,08         | 3      | en stagnation |
|                          | Céline Porquet           | RN-PL-LDP                      | 11 711       | 13,00        | 11 224      | 11,56         | 1      | 1             |
|                          | Ambroise Méjean          | LREM-MR-LREM-MoDem-Agir-TdP-EC | 6 141        | 6,82         |             |               | 0      | Nv.           |
|                          | Christophe Marchisio     | LO                             | 1 720        | 1,91         | 0           | en stagnation |        |               |
|                          | Martin Villette          | DIV                            | 514          | 0,57         | 0           | Nv.           |        |               |
|                          | Fawzy Remali             | UDMF                           | 2            | 0,00         | 0           | Nv.           |        |               |
|                          |                          |                                |              |              |             |               |        |               |
| Suffrages exprimés       | Suffrages exprimés       | Suffrages exprimés             | 90 055       | 96,57        | 97 082      | 95,66         |        |               |
| Votes blancs             | Votes blancs             | Votes blancs                   | 2 176        | 2,33         | 2 972       | 2,93          |        |               |
| Votes nuls               | Votes nuls               | Votes nuls                     | 1 026        | 1,10         | 1 431       | 1,41          |        |               |
| Total                    | Total                    | Total                          | 93 257       | 100          | 101 485     | 100           | 11     | 1             |
| Abstentions              | Abstentions              | Abstentions                    | 157 678      | 62,84        | 149 432     | 59,55         |        |               |
| Inscrits / Participation | Inscrits / Participation | Inscrits / Participation       | 250 935      | 37,16        | 250 917     | 40,45         |        |               |

#### Cantal
| Tête de liste            | Tête de liste            | Liste                        | Premier tour | Premier tour | Second tour | Second tour   | Sièges | +/-           |
| Tête de liste            | Tête de liste            | Liste                        | Voix         | %            | Voix        | %             | Sièges | +/-           |
| ------------------------ | ------------------------ | ---------------------------- | ------------ | ------------ | ----------- | ------------- | ------ | ------------- |
|                          | Bruno Faure              | LR-UDI-LC-SL-VIA-LMR         | 30 546       | 66,10        | 32 591      | 72,70         | 4      | 1             |
|                          | Franck Rey               | PS-PRG-GRS-CE-PCF            | 4 921        | 10,65        | 9 643       | 21,51         | 0      | 1             |
|                          | Natacha Muracciole       | EELV-G•s-GE-MdP-PP-ND-MRS-AE | 3 248        | 7,03         | 9 643       | 21,51         | 0      | 1             |
|                          | Carole Touzy             | PCF-LFI-E!-GC                | 1 818        | 3,93         | 9 643       | 21,51         | 0      | 1             |
|                          | Gilles Lacroix           | RN-PL-LDP                    | 2 513        | 5,44         | 2 597       | 5,79          | 0      | en stagnation |
|                          | Bernard Tourde           | MR-LREM-MoDem-Agir-TdP-EC    | 2 176        | 4,71         |             |               | 0      | Nv.           |
|                          | Claude Dufour            | LO                           | 809          | 1,75         | 0           | en stagnation |        |               |
|                          | Benjamin Boucher         | DIV                          | 151          | 0,33         | 0           | Nv.           |        |               |
|                          | Abed Maftah              | UDMF                         | 33           | 0,07         | 0           | Nv.           |        |               |
|                          |                          |                              |              |              |             |               |        |               |
| Suffrages exprimés       | Suffrages exprimés       | Suffrages exprimés           | 46 215       | 96,20        | 44 831      | 96,58         |        |               |
| Votes blancs             | Votes blancs             | Votes blancs                 | 1 199        | 2,50         | 1 075       | 2,32          |        |               |
| Votes nuls               | Votes nuls               | Votes nuls                   | 625          | 1,30         | 511         | 1,10          |        |               |
| Total                    | Total                    | Total                        | 48 039       | 100          | 46 417      | 100           | 4      | en stagnation |
| Abstentions              | Abstentions              | Abstentions                  | 66 636       | 58,11        | 68 671      | 59,67         |        |               |
| Inscrits / Participation | Inscrits / Participation | Inscrits / Participation     | 114 675      | 41,89        | 115 088     | 40,33         |        |               |

#### Drôme
| Tête de liste            | Tête de liste            | Liste                        | Premier tour | Premier tour | Second tour | Second tour   | Sièges | +/-           |
| Tête de liste            | Tête de liste            | Liste                        | Voix         | %            | Voix        | %             | Sièges | +/-           |
| ------------------------ | ------------------------ | ---------------------------- | ------------ | ------------ | ----------- | ------------- | ------ | ------------- |
|                          | Nicolas Daragon          | LR-UDI-LC-SL-VIA-LMR         | 47 427       | 38,61        | 62 859      | 50,31         | 9      | 2             |
|                          | Olivier Royer            | EELV-G•s-GE-MdP-PP-ND-MRS-AE | 19 901       | 16,20        | 44 351      | 35,50         | 4      | en stagnation |
|                          | Samuel Arnaud            | PS-PRG-GRS-CE-PCF            | 14 156       | 11,52        | 44 351      | 35,50         | 4      | en stagnation |
|                          | Olivier Crenn            | LFI-PCF-E!-GC                | 7 871        | 6,40         | 44 351      | 35,50         | 4      | en stagnation |
|                          | Stéphane Blanchon        | RN-PL-LDP                    | 18 405       | 14,98        | 17 730      | 14,19         | 2      | 1             |
|                          | Célia de Lavergne        | LREM-MR-MoDem-Agir-TdP-EC    | 11 249       | 9,16         |             |               | 0      | Nv.           |
|                          | Adèle Kopff              | LO                           | 2 200        | 1,79         | 0           | en stagnation |        |               |
|                          | Gisele Ternissien        | DIV                          | 1 266        | 1,03         | 0           | Nv.           |        |               |
|                          | Melek Ozer               | UDMF                         | 367          | 0,30         | 0           | Nv.           |        |               |
|                          |                          |                              |              |              |             |               |        |               |
| Suffrages exprimés       | Suffrages exprimés       | Suffrages exprimés           | 122 842      | 96,64        | 124 940     | 96,31         |        |               |
| Votes blancs             | Votes blancs             | Votes blancs                 | 2 850        | 2,24         | 3 252       | 2,51          |        |               |
| Votes nuls               | Votes nuls               | Votes nuls                   | 1 418        | 1,12         | 1 529       | 1,18          |        |               |
| Total                    | Total                    | Total                        | 127 110      | 100          | 129 721     | 100           | 15     | 1             |
| Abstentions              | Abstentions              | Abstentions                  | 246 791      | 66,00        | 244 256     | 65,31         |        |               |
| Inscrits / Participation | Inscrits / Participation | Inscrits / Participation     | 373 901      | 34,00        | 373 977     | 34,69         |        |               |

#### Isère
| Tête de liste            | Tête de liste            | Liste                        | Premier tour | Premier tour | Second tour | Second tour   | Sièges | +/- |
| Tête de liste            | Tête de liste            | Liste                        | Voix         | %            | Voix        | %             | Sièges | +/- |
| ------------------------ | ------------------------ | ---------------------------- | ------------ | ------------ | ----------- | ------------- | ------ | --- |
|                          | Yannick Neuder           | LR-UDI-LC-SL-VIA-LMR         | 93 934       | 34,90        | 128 189     | 47,49         | 19     | 3   |
|                          | Myriam Laïdouni-Denis    | EELV-G•s-GE-MdP-PP-ND-MRS-AE | 47 753       | 17,74        | 108 234     | 40,10         | 10     | 1   |
|                          | Marie-Noëlle Battistel   | PS-PRG-GRS-CE-PCF            | 34 725       | 12,90        | 108 234     | 40,10         | 10     | 1   |
|                          | Émilie Marche            | LFI-PCF-E!-GC                | 16 906       | 6,28         | 108 234     | 40,10         | 10     | 1   |
|                          | Alexis Jolly             | RN-PL-LDP                    | 38 476       | 14,29        | 33 510      | 12,41         | 3      | 4   |
|                          | Laurent Thoviste         | LREM-MR-MoDem-Agir-TdP-EC    | 29 629       | 11,01        |             |               | 0      | Nv. |
|                          | Chantal Gomez            | LO                           | 4 569        | 1,70         | 0           | en stagnation |        |     |
|                          | Olivier Joyeux-Bouillon  | DIV                          | 1 928        | 0,72         | 0           | Nv.           |        |     |
|                          | Mounir Zouagha           | UDMF                         | 1 263        | 0,47         | 0           | Nv.           |        |     |
|                          |                          |                              |              |              |             |               |        |     |
| Suffrages exprimés       | Suffrages exprimés       | Suffrages exprimés           | 269 183      | 97,52        | 269 933     | 96,63         |        |     |
| Votes blancs             | Votes blancs             | Votes blancs                 | 4 620        | 1,67         | 6 598       | 2,36          |        |     |
| Votes nuls               | Votes nuls               | Votes nuls                   | 2 227        | 0,81         | 2 820       | 1,01          |        |     |
| Total                    | Total                    | Total                        | 276 030      | 100          | 279 351     | 100           | 32     | 2   |
| Abstentions              | Abstentions              | Abstentions                  | 590 036      | 68,13        | 586 938     | 67,75         |        |     |
| Inscrits / Participation | Inscrits / Participation | Inscrits / Participation     | 866 066      | 31,87        | 866 289     | 32,25         |        |     |

#### Loire
| Tête de liste            | Tête de liste            | Liste                        | Premier tour | Premier tour | Second tour | Second tour   | Sièges | +/- |
| Tête de liste            | Tête de liste            | Liste                        | Voix         | %            | Voix        | %             | Sièges | +/- |
| ------------------------ | ------------------------ | ---------------------------- | ------------ | ------------ | ----------- | ------------- | ------ | --- |
|                          | Jean-Pierre Taite        | LR-UDI-LC-SL-VIA-LMR         | 66 633       | 45,25        | 86 023      | 56,30         | 12     | 1   |
|                          | Michel Lucas             | RN-PL-LDP                    | 20 371       | 13,83        | 19 632      | 12,67         | 2      | 2   |
|                          | Olivier Longeon          | EELV-G•s-GE-MdP-PP-ND-MRS-AE | 17 462       | 11,86        | 47 414      | 31,03         | 4      | 1   |
|                          | Marie-Hélène Riamon      | PS-PRG-GRS-CE-PCF            | 15 542       | 10,55        | 47 414      | 31,03         | 4      | 1   |
|                          | Cécile Cukierman         | PCF-LFI-E!-GC                | 10 272       | 6,98         | 47 414      | 31,03         | 4      | 1   |
|                          | Quentin Bataillon        | Agir-MR-LREM-MoDem-TdP-EC    | 12 864       | 8,74         |             |               | 0      | Nv. |
|                          | Romain Brossard          | LO                           | 2 506        | 1,70         | 0           | en stagnation |        |     |
|                          | Sandra Haury             | DIV                          | 1 057        | 0,72         | 0           | Nv.           |        |     |
|                          | Nabil Bounoua            | UDMF                         | 559          | 0,38         | 0           | Nv.           |        |     |
|                          |                          |                              |              |              |             |               |        |     |
| Suffrages exprimés       | Suffrages exprimés       | Suffrages exprimés           | 147 266      | 97,28        | 152 799     | 96,76         |        |     |
| Votes blancs             | Votes blancs             | Votes blancs                 | 2 648        | 1,75         | 3 482       | 2,20          |        |     |
| Votes nuls               | Votes nuls               | Votes nuls                   | 1 463        | 0,97         | 1 637       | 1,04          |        |     |
| Total                    | Total                    | Total                        | 151 377      | 100          | 157 918     | 100           | 18     | 2   |
| Abstentions              | Abstentions              | Abstentions                  | 353 173      | 70,00        | 346 963     | 68,72         |        |     |
| Inscrits / Participation | Inscrits / Participation | Inscrits / Participation     | 504 550      | 30,00        | 504 881     | 31,28         |        |     |

#### Haute-Loire
| Tête de liste            | Tête de liste            | Liste                        | Premier tour | Premier tour | Second tour | Second tour   | Sièges | +/-           |
| Tête de liste            | Tête de liste            | Liste                        | Voix         | %            | Voix        | %             | Sièges | +/-           |
| ------------------------ | ------------------------ | ---------------------------- | ------------ | ------------ | ----------- | ------------- | ------ | ------------- |
|                          | Caroline Di Vincenzo     | LR-UDI-LC-SL-VIA-LMR         | 47 647       | 67,71        | 49 824      | 72,70         | 7      | 1             |
|                          | Renaud Daumas            | EELV-G•s-GE-MdP-PP-ND-MRS-AE | 6 274        | 8,92         | 14 497      | 21,15         | 1      | en stagnation |
|                          | Laure Villard            | PS-PRG-GRS-CE-PCF            | 4 887        | 6,94         | 14 497      | 21,15         | 1      | en stagnation |
|                          | Guy Richard              | LFI-PCF-E!-GC                | 2 750        | 3,91         | 14 497      | 21,15         | 1      | en stagnation |
|                          | Thierry Perez            | RN-PL-LDP                    | 4 243        | 6,03         | 4 215       | 6,15          | 0      | 1             |
|                          | Cécile Gallien           | LREM-MR-MoDem-Agir-TdP-EC    | 3 361        | 4,78         |             |               | 0      | Nv.           |
|                          | Franck Truchon           | LO                           | 887          | 1,26         | 0           | en stagnation |        |               |
|                          | Amélie Pouchol           | DIV                          | 318          | 0,45         | 0           | Nv.           |        |               |
|                          | Alexis Geffrault         | UDMF                         | 1            | 0,00         | 0           | Nv.           |        |               |
|                          |                          |                              |              |              |             |               |        |               |
| Suffrages exprimés       | Suffrages exprimés       | Suffrages exprimés           | 70 368       | 97,41        | 68 536      | 97,04         |        |               |
| Votes blancs             | Votes blancs             | Votes blancs                 | 1 198        | 1,66         | 1 262       | 1,79          |        |               |
| Votes nuls               | Votes nuls               | Votes nuls                   | 676          | 0,94         | 831         | 1,18          |        |               |
| Total                    | Total                    | Total                        | 72 242       | 100          | 70 629      | 100           | 8      | en stagnation |
| Abstentions              | Abstentions              | Abstentions                  | 106 236      | 59,52        | 107 828     | 60,42         |        |               |
| Inscrits / Participation | Inscrits / Participation | Inscrits / Participation     | 178 478      | 40,48        | 178 457     | 39,58         |        |               |

#### Puy-de-Dôme
| Tête de liste            | Tête de liste            | Liste                        | Premier tour | Premier tour | Second tour | Second tour   | Sièges | +/- |
| Tête de liste            | Tête de liste            | Liste                        | Voix         | %            | Voix        | %             | Sièges | +/- |
| ------------------------ | ------------------------ | ---------------------------- | ------------ | ------------ | ----------- | ------------- | ------ | --- |
|                          | Léa Desprat              | LR-UDI-LC-SL-VIA-LMR         | 78 120       | 48,91        | 95 570      | 58,48         | 14     | 4   |
|                          | Anna Aubois              | PS-PRG-GRS-CE-PCF            | 21 957       | 13,75        | 54 406      | 33,29         | 5      | 1   |
|                          | Grégoire Verrière        | G•s-EELV-GE-MdP-PP-ND-MRS-AE | 18 717       | 11,72        | 54 406      | 33,29         | 5      | 1   |
|                          | Boris Bouchet            | PCF-LFI-E!-GC                | 10 943       | 6,85         | 54 406      | 33,29         | 5      | 1   |
|                          | Brice Bernard            | RN-PL-LDP                    | 14 269       | 8,93         | 13 452      | 8,23          | 1      | 1   |
|                          | Dominique Giron          | MR-LREM-MoDem-Agir-TdP-EC    | 11 592       | 7,26         |             |               | 0      | Nv. |
|                          | Marie Savre              | LO                           | 3 105        | 1,94         | 0           | en stagnation |        |     |
|                          | Stéphanie Chassaing      | DIV                          | 1 020        | 0,64         | 0           | Nv.           |        |     |
|                          | Amale Ghoudane           | UDMF                         | 5            | 0,00         | 0           | Nv.           |        |     |
|                          |                          |                              |              |              |             |               |        |     |
| Suffrages exprimés       | Suffrages exprimés       | Suffrages exprimés           | 159 728      | 96,77        | 163 428     | 95,97         |        |     |
| Votes blancs             | Votes blancs             | Votes blancs                 | 3 261        | 1,98         | 4 126       | 2,42          |        |     |
| Votes nuls               | Votes nuls               | Votes nuls                   | 2 058        | 1,25         | 2 729       | 1,60          |        |     |
| Total                    | Total                    | Total                        | 165 047      | 100          | 170 283     | 100           | 20     | 2   |
| Abstentions              | Abstentions              | Abstentions                  | 293 407      | 64,00        | 288 206     | 62,86         |        |     |
| Inscrits / Participation | Inscrits / Participation | Inscrits / Participation     | 458 454      | 36,00        | 458 489     | 37,14         |        |     |

#### Rhône
| Tête de liste            | Tête de liste            | Liste                        | Premier tour | Premier tour | Second tour | Second tour   | Sièges | +/- |
| Tête de liste            | Tête de liste            | Liste                        | Voix         | %            | Voix        | %             | Sièges | +/- |
| ------------------------ | ------------------------ | ---------------------------- | ------------ | ------------ | ----------- | ------------- | ------ | --- |
|                          | Renaud Pfeffer           | LR-UDI-LC-SL-VIA-LMR         | 49 021       | 46,86        | 63 070      | 59,39         | 9      | 1   |
|                          | Christophe Boudot        | RN-PL-LDP                    | 14 228       | 13,60        | 13 037      | 12,28         | 1      | 1   |
|                          | Cécile Michel            | EELV-G•s-GE-MdP-PP-ND-MRS-AE | 13 746       | 13,14        | 30 093      | 28,34         | 2      | 1   |
|                          | Bernard Chaverot         | PRG-PS-GRS-CE-PCF            | 9 587        | 9,16         | 30 093      | 28,34         | 2      | 1   |
|                          | Jérémy Martinez          | E!-LFI-PCF-GC                | 3 624        | 3,46         | 30 093      | 28,34         | 2      | 1   |
|                          | Dominique Despras        | MoDem-MR-LREM-Agir-TdP-EC    | 12 249       | 11,71        |             |               | 0      | Nv. |
|                          | Chantal Helly            | LO                           | 1 196        | 1,14         | 0           | en stagnation |        |     |
|                          | Shella Gill              | DIV                          | 821          | 0,78         | 0           | Nv.           |        |     |
|                          | Maëva Hammache           | UDMF                         | 146          | 0,14         | 0           | Nv.           |        |     |
|                          |                          |                              |              |              |             |               |        |     |
| Suffrages exprimés       | Suffrages exprimés       | Suffrages exprimés           | 104 618      | 97,88        | 106 200     | 97,19         |        |     |
| Votes blancs             | Votes blancs             | Votes blancs                 | 1 585        | 1,48         | 2 216       | 2,03          |        |     |
| Votes nuls               | Votes nuls               | Votes nuls                   | 677          | 0,63         | 855         | 0,78          |        |     |
| Total                    | Total                    | Total                        | 106 880      | 100          | 109 271     | 100           | 12     | 1   |
| Abstentions              | Abstentions              | Abstentions                  | 224 464      | 67,74        | 222 129     | 67,03         |        |     |
| Inscrits / Participation | Inscrits / Participation | Inscrits / Participation     | 331 344      | 32,26        | 331 400     | 32,97         |        |     |

#### Métropole de Lyon
| Tête de liste            | Tête de liste            | Liste                        | Premier tour | Premier tour | Second tour | Second tour | Sièges | +/-           |
| Tête de liste            | Tête de liste            | Liste                        | Voix         | %            | Voix        | %           | Sièges | +/-           |
| ------------------------ | ------------------------ | ---------------------------- | ------------ | ------------ | ----------- | ----------- | ------ | ------------- |
|                          | Jérémie Bréaud           | LR-UDI-LC-SL-VIA-LMR         | 85 287       | 36,39        | 121 714     | 50,43       | 18     | 2             |
|                          | Pascale Bonniel Chalier  | EELV-G•s-GE-MdP-PP-ND-MRS-AE | 41 877       | 17,87        | 97 021      | 40,20       | 9      | 1             |
|                          | Najat Vallaud-Belkacem   | PS-PRG-GRS-CE-PCF            | 29 130       | 12,43        | 97 021      | 40,20       | 9      | 1             |
|                          | Farouk Ababsa            | LFI-PCF-E!-GC                | 12 819       | 5,47         | 97 021      | 40,20       | 9      | 1             |
|                          | Bruno Bonnell            | MR-LREM-MoDem-Agir-TdP-EC    | 35 175       | 15,01        |             |             | 0      | Nv.           |
|                          | Andréa Kotarac           | PL-RN-LDP                    | 23 677       | 10,10        | 22 613      | 9,37        | 2      | 2             |
|                          | Olivier Minoux           | LO                           | 2 740        | 1,17         |             |             | 0      | en stagnation |
|                          | Farid Omeir              | UDMF                         | 2 166        | 0,92         | 0           | Nv.         |        |               |
|                          | Guillaume Tramini        | DIV                          | 1 486        | 0,63         | 0           | Nv.         |        |               |
|                          |                          |                              |              |              |             |             |        |               |
| Suffrages exprimés       | Suffrages exprimés       | Suffrages exprimés           | 234 357      | 98,65        | 241 348     | 97,06       |        |               |
| Votes blancs             | Votes blancs             | Votes blancs                 | 2 168        | 0,91         | 5 023       | 2,02        |        |               |
| Votes nuls               | Votes nuls               | Votes nuls                   | 1 036        | 0,44         | 2 281       | 0,92        |        |               |
| Total                    | Total                    | Total                        | 237 561      | 100          | 248 652     | 100         | 29     | 1             |
| Abstentions              | Abstentions              | Abstentions                  | 560 175      | 70,22        | 549 391     | 68,84       |        |               |
| Inscrits / Participation | Inscrits / Participation | Inscrits / Participation     | 797 736      | 29,78        | 798 043     | 31,16       |        |               |

#### Savoie
| Tête de liste            | Tête de liste            | Liste                        | Premier tour | Premier tour | Second tour | Second tour   | Sièges | +/-           |
| Tête de liste            | Tête de liste            | Liste                        | Voix         | %            | Voix        | %             | Sièges | +/-           |
| ------------------------ | ------------------------ | ---------------------------- | ------------ | ------------ | ----------- | ------------- | ------ | ------------- |
|                          | Émilie Bonnivard         | LR-UDI-LC-SL-VIA-LMR         | 43 621       | 43,01        | 53 550      | 54,03         | 7      | 1             |
|                          | Claudie Ternoy-Léger     | EELV-G•s-GE-MdP-PP-ND-MRS-AE | 16 301       | 16,07        | 33 674      | 33,97         | 3      | en stagnation |
|                          | François Chemin          | PS-PRG-GRS-CE-PCF            | 10 764       | 10,61        | 33 674      | 33,97         | 3      | en stagnation |
|                          | Sébastien Pointet        | PCF-LFI-E!-GC                | 5 372        | 5,30         | 33 674      | 33,97         | 3      | en stagnation |
|                          | Marie Dauchy             | RN-PL-LDP                    | 13 917       | 13,72        | 11 892      | 12,00         | 1      | 1             |
|                          | Marina Ferrari           | MoDem-MR-LREM-Agir-TdP-EC    | 8 940        | 8,82         |             |               | 0      | Nv.           |
|                          | Marie Ducruet            | LO                           | 1 422        | 1,40         | 0           | en stagnation |        |               |
|                          | Fabien Clier             | DIV                          | 667          | 0,66         | 0           | Nv.           |        |               |
|                          | Soumia Fekroun           | UDMF                         | 409          | 0,40         | 0           | Nv.           |        |               |
|                          |                          |                              |              |              |             |               |        |               |
| Suffrages exprimés       | Suffrages exprimés       | Suffrages exprimés           | 101 413      | 97,19        | 99 116      | 96,72         |        |               |
| Votes blancs             | Votes blancs             | Votes blancs                 | 1 773        | 1,70         | 2 238       | 2,18          |        |               |
| Votes nuls               | Votes nuls               | Votes nuls                   | 1 156        | 1,11         | 1 122       | 1,09          |        |               |
| Total                    | Total                    | Total                        | 104 342      | 100          | 102 476     | 100           | 11     | en stagnation |
| Abstentions              | Abstentions              | Abstentions                  | 207 324      | 66,52        | 209 302     | 67,13         |        |               |
| Inscrits / Participation | Inscrits / Participation | Inscrits / Participation     | 311 666      | 33,48        | 311 778     | 32,87         |        |               |

#### Haute-Savoie
| Tête de liste            | Tête de liste            | Liste                        | Premier tour | Premier tour | Second tour | Second tour   | Sièges | +/-           |
| Tête de liste            | Tête de liste            | Liste                        | Voix         | %            | Voix        | %             | Sièges | +/-           |
| ------------------------ | ------------------------ | ---------------------------- | ------------ | ------------ | ----------- | ------------- | ------ | ------------- |
|                          | Sylviane Noël            | LR-UDI-LC-SL-VIA-LMR         | 67 001       | 44,07        | 86 241      | 55,68         | 12     | en stagnation |
|                          | Fabienne Grébert         | EELV-G•s-GE-MdP-PP-ND-MRS-AE | 27 853       | 18,32        | 52 161      | 33,68         | 5      | 1             |
|                          | Jean-Baptiste Baud       | PS-PRG-GRS-CE-PCF            | 13 054       | 8,59         | 52 161      | 33,68         | 5      | 1             |
|                          | Magali Romaggi           | LFI-PCF-E!-GC                | 5 135        | 3,38         | 52 161      | 33,68         | 5      | 1             |
|                          | Vincent Lecaillon        | RN-PL-LDP                    | 19 379       | 12,75        | 16 484      | 10,64         | 1      | 2             |
|                          | Xavier Roseren           | LREM-MR-MoDem-Agir-TdP-EC    | 16 521       | 10,87        |             |               | 0      | Nv.           |
|                          | Naci Yildirim            | LO                           | 1 792        | 1,18         | 0           | en stagnation |        |               |
|                          | Stéphane Espic           | DIV                          | 859          | 0,57         | 0           | Nv.           |        |               |
|                          | Ignace Marce             | UDMF                         | 429          | 0,28         | 0           | Nv.           |        |               |
|                          |                          |                              |              |              |             |               |        |               |
| Suffrages exprimés       | Suffrages exprimés       | Suffrages exprimés           | 152 023      | 97,29        | 154 886     | 96,97         |        |               |
| Votes blancs             | Votes blancs             | Votes blancs                 | 2 849        | 1,82         | 3 435       | 2,15          |        |               |
| Votes nuls               | Votes nuls               | Votes nuls                   | 1 382        | 0,88         | 1 410       | 0,88          |        |               |
| Total                    | Total                    | Total                        | 156 254      | 100          | 159 731     | 100           | 18     | 1             |
| Abstentions              | Abstentions              | Abstentions                  | 388 159      | 71,30        | 384 766     | 70,66         |        |               |
| Inscrits / Participation | Inscrits / Participation | Inscrits / Participation     | 544 413      | 28,70        | 544 497     | 29,34         |        |               |

## Suites
Afin d'éviter une trop grande proximité avec les deux tours de l'élection présidentielle et des législatives d'avril et juin 2027, le mandat des conseillers élus en 2021 est exceptionnellement prolongé à six ans et neuf mois. Les prochaines élections ont par conséquent lieu en 2028 au lieu de 2027.